# Yağsiyan, Reşadiye
Yağsiyan là một xã thuộc huyện Reşadiye, tỉnh Tokat, Thổ Nhĩ Kỳ. Dân số thời điểm năm 2011 là 186 người.